# Ingeborg Radok Žádná
Ingeborg Radok Žádná (* 19. října 1964) je česká hudebnice a hudební organizátorka, od února 2021 rektorka Akademie múzických umění v Praze.

## Život
V letech 1983 až 1988 vystudovala Filozofickou fakultu Univerzity Karlovy v Praze, tamtéž v roce 1989 složila rigorózní zkoušku v oboru moderní filologie (získala tak titul PhDr.).
Mezi roky 1989 a 1996 vykonávala svobodné povolání – umělecká činnost (koncertní a nahrávací činnost), pedagogická činnost (výuka francouzštiny a španělštiny) či překládání a tlumočení. Následně se přesunula do manažerských funkcí v několika kulturních institucích: produkční Pražského filharmonického sboru (1996 až 1997), výkonná manažerka Pražské komorní filharmonie (1997 až 1999) a vedoucí Francouzského operního projektu Státní opery Praha (1999 až 2000).
V letech 2000 až 2002 pracovala pro Ministerstvo kultury ČR, působila jako výkonná komisařka Kanceláře generální komisařky projektu Česká kulturní sezóna ve Francii 2002. Následně se vrátila do Státní opery Praha, kde byla v letech 2002 až 2004 vedoucí produkce, vnějších vztahů a obchodního oddělení a v letech 2004 až 2008 šéfkou opery. Mezi lety 2008 a 2009 krátce působila jako kulturní redaktorka ekonomického týdeníku Euro, který vydávala akciová společnost Euronews.
Od roku 2009 působí na Hudební a taneční fakultě Akademie múzických umění v Praze. V letech 2010 až 2017 byla na fakultě proděkankou pro zahraniční vztahy a uměleckou činnost a členkou Umělecké rady. Od roku 2017 byla prorektorkou pro zahraniční vztahy a uměleckou činnost celé AMU v Praze.
V listopadu 2020 byla zvolena kandidátkou na funkci rektorky Akademie múzických umění v Praze. Do funkce ji jmenoval prezident ČR Miloš Zeman dne 2. února 2021 na Pražském hradě, a to s účinností ode dne 15. února 2021. Vystřídala tak končícího rektora Jana Hančila. S jejím působením je spojeno problematické udělení docentury synovi děkana HAMU Ivana Klánského. Po uplynutí čtyřletého funkčního období byla v prosinci 2024 zvolena Akademickým senátem AMU v Praze nejtěsnější většinou 8:7 kandidátkou na funkci rektorky i na další funkční období. V únoru 2025 ji pak na Pražském hradě do funkce jmenoval prezident ČR Petr Pavel, a to s účinností od 15. února 2025.
Ingeborg Radok Žádná má dva syny – Mikuláše a Haštala. Jejich otcem byl hudebník a skladatel Petr Hapka, se kterým žila 14 let.